# Michał Płoński
Michał Płoński (ur. 1778 w Warszawie, zm. 2 czerwca 1812 tamże) – polski rysownik, grafik i malarz. 
Uczył się rysunku w pracowni („Malarni”) Francuza Jana Piotra Norblina. Mając 18 lat wyjechał do Włoch, gdzie zapoznał się z malarstwem europejskim. Po powrocie do kraju tworzył głównie szkice i rysunki – pejzaże, scenki rodzajowe, portrety postaci charakterystycznych. Ponownie wyjechał w 1800, kształcił się w sztuce rytowniczej w Kopenhadze, Amsterdamie i Paryżu – w stolicy Francji pracował w Cesarskim Gabinecie Rycin. Jego twórczość z tego okresu obejmuje przede wszystkim akwaforty, będące kopiami dawnych mistrzów oraz miniaturowe portrety. W Amsterdamie wydał Album, gdzie prezentował między innymi reprodukcje obrazów Rembrandta. 
Michał Płoński przez ostatnie lata cierpiał na chorobę psychiczną. Powrócił do Warszawy, zmarł w szpitalu dla obłąkanych u bonifratrów.